# Гриневецкий, Каетан
Каетан Гриневецкий (ок. 1710 — 27 апреля 1796) — государственный деятель Речи Посполитой, консуляр Постоянного совета (1775), подчаший летичевский и подстароста каменецкий (с 1764), мечник червоногродский (с 1744), хорунжий червоногродский (с 1765), каштелян каменецкий (с 1768), последний воевода люблинский (1782—1795), председатель люблинской комиссии городского порядка (1782).

## Биография
Представитель литовского дворянского рода Гриневецких герба «Пржегоня».
Член конфедерации Чарторыйских в 1764 году. В том же году он был избран послом (депутатом) на конвокационный сейм от Подпольского воеводства. В том же 1764 году Каетан Гриневецкий был избран послом от Подольского воеводства на элекционный сейм, где он поддержал кандидатуру Станислава Августа Понятовского на польский престол.
На Разделительном сейме 1773—1775 годов король Станислав Август Понятовский назначил его членом Постоянного совета. В 1776 году он стал членом конфедерации Анджея Мокроновского. В 1790 году Каетан Гриневецкий был членом военно-гражданской комиссии для Любельской земли и Ужендувского повета Люблинского воеводства. Он был членом конфедерации Четырёхлетнего сейма. Каетан Гриневецкий фигурировал в списке депутатов и сенаторов российского посланника Якова Булгакова в 1792 году, на которых российские власти могли рассчитывать при реконфедерации и отмене конституции 3 мая 1791 года. Был назначен консуляром генеральной коронной конфедерации в составе Тарговицкой конфедерации. От имени Тарговицкой конфедерации в 1793 году Каетан Гриневецкий был избран членом комиссии по вопросам коронной казны.
Кавалер Ордена Святого Станислава (1772) и Ордена Белого орла (1780).
С 1765 года владелец Маркушува, который он приобрёл у Собеских. Но через три года после его смерти его сын продал имение Маркушув Игнацы Рафаилу Аморию Тарновскому.

## Семья
Был женат на Катарине Стемпковской (1710—1773), дочери каштеляна жарнувского Якуба Игнацы Стемпковского (1680—1763), от брака с которой имел двух детей:
- Марианна Юзефа Гриневецкая, жена графа Игнацы Мышка-Холоневского (ок. 1740 — 1823)
- Игнацы Гриневецкий